# Đảo Brownsea

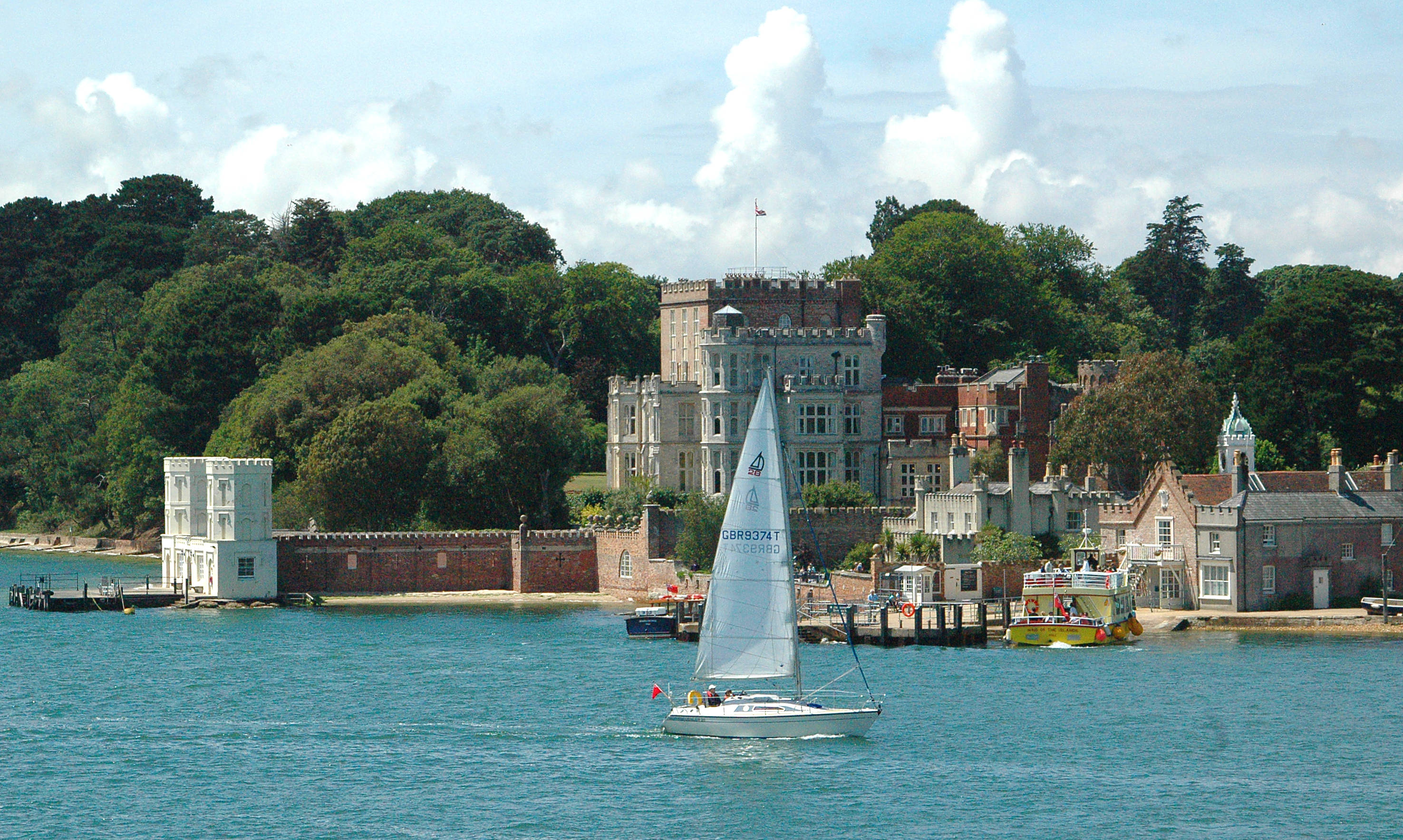
Đảo Brownsea, nhìn từ thuyền

Đảo Brownsea là đảo lớn nhất trong 8 đảo của Bến cảng Poole trong quận Dorset, Anh Quốc. Hội Ủy thác Quốc gia (National Trust) làm chủ hòn đảo này. Phần lớn hòn đảo mở cho công chúng và bao gồm các vùng đất rừng và bãi cây cỏ thấp với nhiều chủng loại hoang dã cùng với quang cảnh đỉnh vách đá phía bên kia Bến cảng Poole và Hòn Purbeck. Đảo được nhớ đến nhất là nơi từng làm nhà cho trại đầu tiên của phong trào Hướng đạo năm 1907. Cách duy nhất vào đảo là dùng phà công cộng hay đi bằng tàu riêng; đảo tiếp nhận khoảng 105.938 du khách vào năm 2002. Tên của đảo là từ tiếng Anglo-Saxon Brūnoces īeg.
| “ | Tôi đã không biết là tôi đã có một nơi tuyệt vời như thế trong vương quốc của tôi, George IV của Vương quốc Liên hiệp Anh sau một chuyến viếng thăm Brownsea năm 1818. | ” |

## Đia lý
Đảo Brownsea nằm trong Bến cảng Poole đối diện thị trấn Poole ở quận Dorset, Anh Quốc.  Nó là đảo lớn nhất trong 8 đảo của Bến cảng Poole. Chỉ có thể đến đảo bằng phà công cộng hay đi tàu riêng. Có một cầu tàu và một bến đổ tàu gần lâu đài chính. Đảo có thể được nhìn thấy từ mọi nơi trên đất liền và từ những nơi gọi là Sandbanks. Đảo dài 1,5 dặm và rộng 0,75 dặm. Đảo có 500 mẫu Anh rừng thông, vùng cây cỏ thấp và vùng đầm lầy nước mặn.
Hội Ủy thác Quốc gia làm chủ toàn bộ hòn đảo, gồm các dinh thự nhà cửa trên đảo (những dinh thự nằm gần cầu tàu/bến đổ tàu nhỏ). Tuy nhiên có vài dinh thự vài phần của đảo được các nhóm thứ ba thuê mướn và điều hành. Phần phía bắc của đảo là khu bảo tồn tự nhiên là một nơi sinh sống quan trọng của các loại chim; khu vực này giới hạn cho công chúng đến. Phần nhỏ phía đông nam của đảo, dọc theo tòa lâu đài, được cho Công ty John Lewis thuê dùng làm nhà nghỉ lễ cho nhân viên và không mở cho công chúng.

## Sinh thái

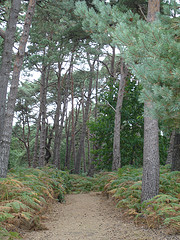
Rừng trên Đảo Brownsea

Đảo Brownsea hình thành trên một bờ cát và bùn tích tụ trong vùng bến cảng nông. Các sự biến đổi sinh thái thành công đã xảy ra trên đảo và tạo nên một lớp đất mặt có thể hỗ trợ hệ sinh thái.
Khu bảo tồn thiên nhiên trên đảo được Hội Ủy thác Quốc gia (National Trust) cho Hội Ủy thác Hoang dã Dorset (Dorset  Wildlife Trust) thuê, bao gồm một phá nước lợ và khu đất có rừng. Các hệ sinh thái khác trên đảo còn có đầm lầy nước mặn, bãi sậy, hai hồ nước ngọt,... Trong quá khứ các thực vật sinh sản lan rộng như rhododendrons cũng như các giống không thuộc bản xứ được đưa vào đảo nhưng đã bị các hội ủy thác dẹp bỏ ở nhiều vùng. Toàn bộ đảo được ấn định là một nơi quan tâm đặc biệt dành cho khoa học.

### Hoang dã

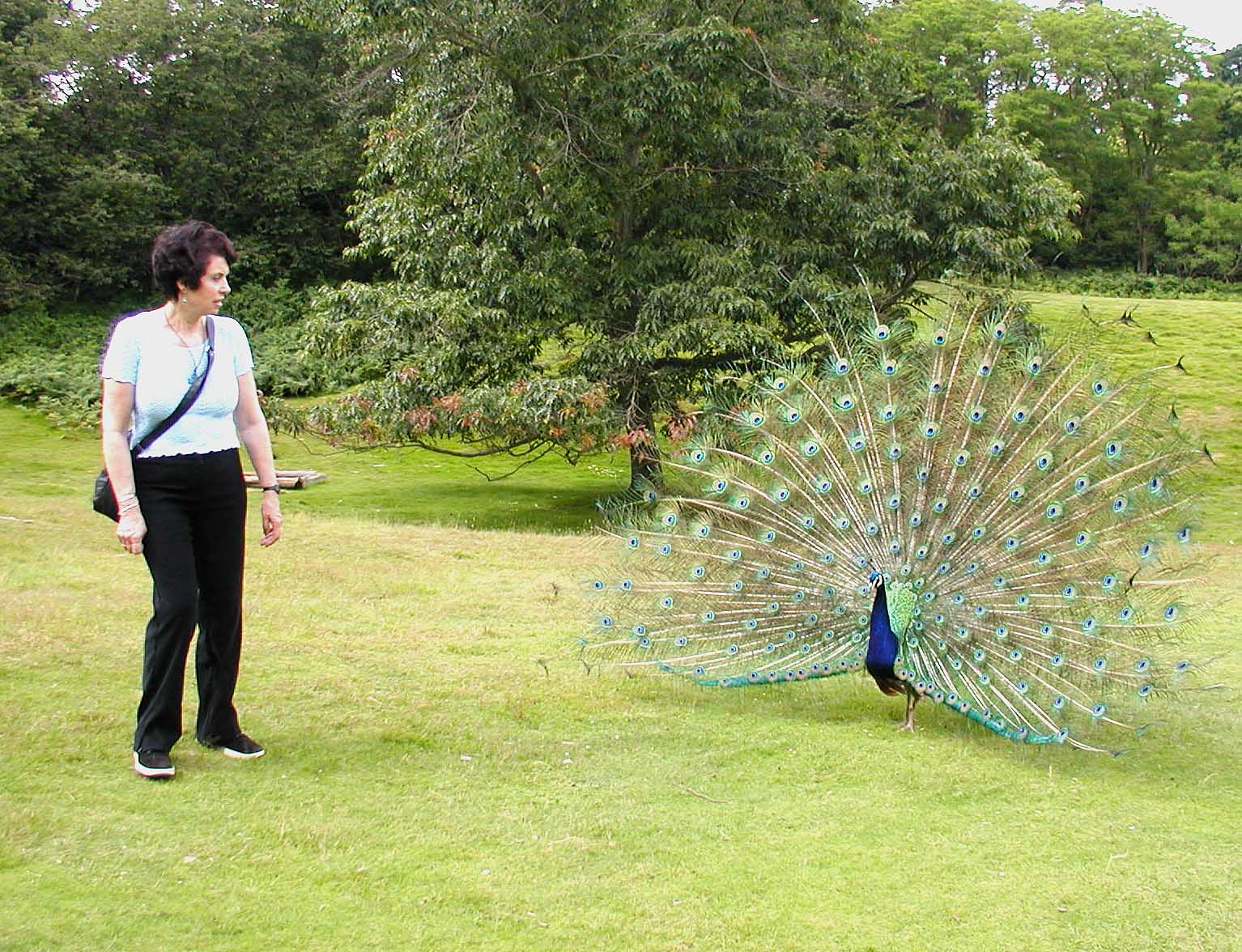
Một chim công của Đảo Brownsea trước một du khách

Đảo là một trong ít nơi tại miền nam Anh Quốc mà sóc đỏ có thể sinh tồn, chính yếu là vì sóc xám không thuộc bản xứ chưa từng được đem vào đảo. Brownsea cũng có một số lượng nhỏ chim công. Đảo có một bãi cò mà cả cò xám và  cò trắng làm tổ.
Có một số lớn các con nai sika không thuộc bản xứ trên đảo. Trong quá khứ số lượng của chúng vượt xa hơn hòn đảo có thể chứa chấp và ăn hết cỏ. Để cố hạn chế thiệt hại cho cây cỏ và các hoa màu khác bởi nai, nhiều khu vực trên đảo bị rào để cung cấp các khu rừng không bị hư hại cho phép các loài sinh vật khác như sóc đỏ sinh sôi.
Phá nước được đáng ghi nhận cho số lượng lớn các loài chim nhạn trong mùa hè, và một đàn rất lớn chim mỏ cứng trong mùa đông khi mà có đến 50% chim loại này của Anh Quốc (trên 1500) có thể nhìn thấy ở đây.

## Hướng đạo

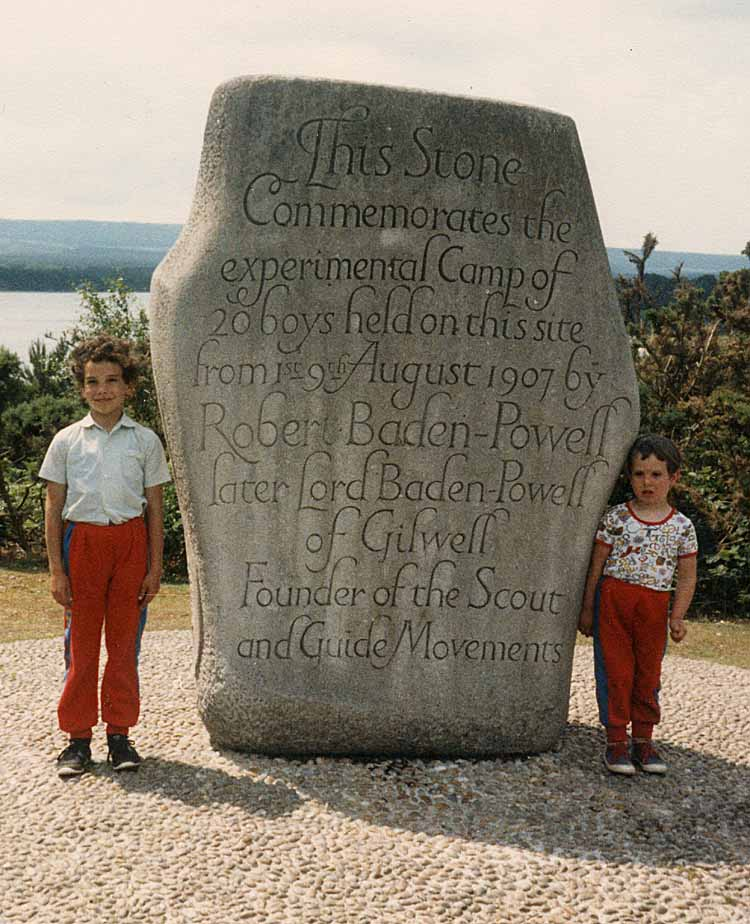
Đài tưởng niệm ghi dấu trại Hướng đạo đầu tiên

Từ ngày 1 tháng 8 cho đến 8 tháng 8 năm 1907, trung tướng Baden-Powell đã tổ chức trại Hướng đạo thử nghiệm đầu tiên cho 22 trẻ em nam trên đảo. Việc xuất bản sau đó sách Hướng đạo cho nam (Scouting for Boys) đã khởi sự phong trào Hướng đạo.
Năm 2007, 100 năm sau kỳ trại thử nghiệm đầu tiên, có một số sự kiện đã được hoạch định trên Đảo Brownsea. Trong mùa hè, Hội Hướng đạo Vương quốc Anh tổ chức 4 trại, Trại Đội trưởng (Patrol Leaders Camp) là một sự tập hợp các Hướng đạo sinh từ các vùng của Vương quốc Anh, Trại Tân Bách niên (New Centenary Camp) gồm Hướng đạo Vương quốc Anh thuộc mọi tôn giáo, chủng tộc và thành phần và Trại Bổn sao (Replica Camp) là một bảo tàng sống về trại 100 năm trước đây. Tuy nhiên trại nổi bật trong 4 trại là Trại Bình minh (Sunrise Camp).
Trại Bình minh sẽ mang 310 bạn trẻ từ 155 quốc gia lại với nhau để kỷ niệm 100 năm Hướng đạo. Vào ngày 1 tháng 8 năm 2007, tất cả các Hướng đạo sinh từ khắp thế giới (28 triệu thuộc Tổ chức Phong trào Hướng đạo thế giới) sẽ cùng nhau tái tuyên thệ Lời hứa Hướng đạo của mình vào lúc 8 giờ sáng địa phương như là một phần trong nghi lễ Bình minh, với Đảo Brownsea là tiêu điểm của các buổi nghi lễ.